# Melanie Chandra
Melanie Chandra (geboren als Melanie Kannokada, 28 februari 1986) is een Amerikaanse actrice, model en medeoprichter van Hospital for Hope. Ze is vooral bekend van haar rollen als Malaya Pineda in de medische drama Code Black van CBS, en Mel in de televisiefilm Hot Mess Holiday van Comedy Central.

## Vroege leven en opleiding
Chandra werd als Melanie Kannokada geboren uit Malayali-Indiase ouders in Buffalo Grove (Illinois).
Na de middelbare school behaalde Chandra een diploma werktuigbouwkunde aan de Stanford-universiteit. Na haar afstuderen begon Chandra te werken bij adviesbureau McKinsey & Company, dat ze verliet om zich te concentreren op haar interesse in modellenwerk en acteren. Ze verklaarde dat ze de managementbaan "intellectueel fascinerend" vond, maar niet iets waarvoor ze "elke ochtend moet opstaan".

## Carrière
Nadat ze haar studie had afgerond, deed Chandra mee en won de Miss India America-wedstrijd van 2007. Chandra werkte als model en commerciële actrice in nationale en internationale campagnes voor Nescafe, Verizon, Glamour Magazine, P&G, Crocs, Acura, Herbal Essences, LG en Clinique. In het najaar van 2011 werd ze geselecteerd als een van de vijf gezichten van Bare Escentuals internationale "Be A Force of Beauty"-campagne. In het najaar van 2012 werd ze geselecteerd om model te staan in een redactionele spread van vijf pagina's voor Vogue India Magazine.
Binnen een week nadat ze naar Los Angeles was verhuisd om een acteercarrière na te streven, deed Chandra met succes auditie voor een gastrol in de CBS-hit sitcom Rules of Engagement tegenover komiek David Spade. Ze speelde in de CBS-show Code Black en heeft gastrollen gespeeld in ABC Family's The Nine Lives of Chloe King, NBC's Parenthood en CBS's NCIS: Los Angeles. Ze had ook een grote terugkerende rol in HBO's The Brink, tegenover Jack Black en Aasif Mandvi. In 2019 werd aangekondigd dat ze samen met HBO een serie gaat ontwikkelen genaamd "Attachment", samen met haar mede-creator en schrijver, Amy Aniobi, en Reese Witherspoon's Hello Sunshine. In 2019 schittert Chandra in Surina en Mel, een show over twee in Amerika geboren Zuid-Aziatische vrouwen die in New York wonen en de volwassenheid ontdekken. In 2020 kondigde Variety aan dat Chandra zich zou voegen bij de cast van de quarantainekomedie van Chris Blake, Distancing Socially. De film is opgenomen op het hoogtepunt van de COVID-19-pandemie in 2020, met behulp van externe technologieën en de iPhone 11. De film werd in oktober 2021 overgenomen en uitgebracht door Cinedigm.
In 2022 speelde Chandra in de film Lie Hard, een komedie over een pathologische leugenaar die $ 4 miljoen leent van een misdaadsyndicaat om een landhuis te kopen om indruk te maken op de rijke ouders van zijn vriendin.
In januari 2023 trad Chandra op als Mira in de serie The Lonely Wife. Het verhaal volgt Mira, die gedwongen wordt haar huwelijk onder de loep te nemen wanneer de jeugdvriend van haar man een weekend bij hen logeert.

## Persoonlijk
Chandra is ook medeoprichter van Hospital for Hope, een non-profitorganisatie die gezondheidszorgdiensten levert op het platteland van India. Ze is ook een geoefende pianiste. Chandra heeft een tweedegraads zwarte band in Shotokan Karate en is tweevoudig bronzen medaillewinnaar op de Pan American Games, waar ze de Verenigde Staten vertegenwoordigde in sparring als onderdeel van het United States Junior National Karate Team in São Paulo in 2000, Caracas in 2001 en Orlando in 2002.

## Filmografie

### Televisie
| Jaar      | Titel                             | Rol             | Netwerk     | Opmerkingen     |
| --------- | --------------------------------- | --------------- | ----------- | --------------- |
| 2011      | Rules of Engagement               | Simran          | CBS         | Gast            |
| 2011      | The Nine Lives of Chloe King      | Nikki Amaral    | ABC-familie | Gast            |
| 2012      | Parenthood                        | Kirstin Mitai   | NBC         | Gast            |
| 2013      | Writer's Block                    | Vandana         | MTV Desi    | Reguliere serie |
| 2014      | NCIS: Los Angeles                 | Ayesha          | CBS         | Gast            |
| 2015      | The Brink                         | Fareeda         | HBO         | Terugkerend     |
| 2016      | Nashville                         | Stephanie Leigh | ABC         | Gast            |
| 2015–2017 | Code Black                        | Malaya Pineda   | CBS         | Reguliere serie |
| 2016      | Brown Nation                      | Roli            | Netflix     | Terugkerend     |
| 2017      | Law & Order: Special Victims Unit | Lela Samra      | NBC         | Gast            |

### Film
| Jaar | Titel                                         | Rol            | Opmerkingen                                                                                               |
| ---- | --------------------------------------------- | -------------- | --- |
| 2010 | Bicycle Bride                                 | Beena          | |
| 2012 | Love Lies and Seeta                           | Seeta McKinsey | Hoofdrolspeelster @ Indiefest 2012 Genomineerd – Beste Actrice @ World Music en Independent Film Festival |
| 2013 | D for Dopidi                                  | Shalini        | Debuut Indiase Telugu-film                                                                                |
| 2015 | For Here or to Go?                            | Shveta         | Indo-Amerikaanse film                                                                                     |
| 2020 | Draupadi Unleashed                            | Sita           | Beperkte uitgave                                                                                          |
| 2021 | Distancing Socially                           | Ella           | |
| 2021 | Hot Mess Holiday                              | Mel            | Tv-film                                                                                                   |
| 2022 | Lie Hard                                      | Katie Reynolds | |
| 2023 | Onyx the Fortuitous and the Talisman of Souls | Jesminder      | |